# هاري لويد
هاري لويد (بالإنجليزية: Harry Lloyd)‏ (و. 1983 – م) هو ممثل، من المملكة المتحدة، ولد في لندن.
ومثل دور فسيرس تارغارين في مسلسل صراع العروش

## التعليم
تعلم في كنيسة المسيح، أكسفورد، وكلية إيتون.

## وصلات خارجية
- هاري لويد على موقع IMDb (الإنجليزية)
- هاري لويد على موقع روتن توميتوز (الإنجليزية)
- هاري لويد على موقع ألو سيني (الفرنسية)
- هاري لويد على موقع ميوزك برينز (الإنجليزية)
- هاري لويد على موقع تيرنر كلاسيك موفيز (الإنجليزية)
- هاري لويد على موقع أول موفي (الإنجليزية)
- هاري لويد على موقع قاعدة بيانات الأفلام السويدية (السويدية)
- هاري لويد على موقع قاعدة بيانات الفيلم (الإنجليزية)
- هاري لويد على موقع كينوبويسك (الروسية)

هاري لويد في قاعدة بيانات الأفلام على الإنترنت